# Benito Molas
Benito Molas (ur. 21 stycznia 1885 w Yela kolo Albacete, zm. 15 września 1928) – hiszpański oficer, pilot, obserwator, baloniarz.

## Historia
W 1902 roku po ukończeniu szkoły średniej w Burgos wstąpił do Academia de Artillería de Segovia, którą ukończył w 1907 roku. W 1918 roku został wykładowcą na kursie obserwatorów w tworzonej Aerostation w Guadalajarze. Gdy w 1922 powstała tam Szkoła Obserwatorów zaproponowano mu stanowisko nauczyciela. W październiku 1922 roku otrzymał tytuł obserwatora balonu. Dwukrotnie reprezentował Hiszpanię w zawodach o Puchar Gordona Bennetta, w 1926 i 1927 roku. W 1928 roku awansowany do stopnia majora.
Zginął 15 września 1928 roku podczas lotu z Madrytu. Jego ciało odnaleziono w gondoli balonu obok Caravaca. Barograf umieszczony w balonie wskazał, że dwukrotnie pokonał wysokość 11 000 metrów, prawdopodobnie stracił przytomność z braku tlenu.